# BIK Karlskoga
Der BIK Karlskoga (auch Bofors IK) ist ein schwedischer Eishockeyverein aus Karlskoga, der seit 1999 in der zweithöchsten schwedischen Profiliga, der HockeyAllsvenskan spielt. Das Team spielte bisher 16 Spielzeiten in der höchsten Spielklasse Schwedens. Seine Heimspiele trägt der Club in der Nobelhallen aus.

## Geschichte

Ehemaliges Logo

Die Eishockeyabteilung des IFK Bofors wurde 1943 gegründet und ein Jahr später fand das erste Spiel gegen den FK Degerfors statt, dass Bofors mit 1:4 verlor. Das erste Heimspiel in Karlskoga gewann der IFK jedoch mit 6:2 gegen Degerfors. Ein Jahr später, 1945, begann der reguläre Spielbetrieb in der niedrigsten Spielklasse, der Division III. Bofors gewann die regionale Gruppe dieser Spielklasse und durfte daher 1945 in die Division II aufsteigen.
Am Ende der Spielzeit 1946/47 nahm der IFk Bofors an Qualifikationsspielen für die Division I teil, wobei ein neuer Zuschauerrekord von 1500 Zuschauern aufgestellt wurde. In den folgenden Jahren spielte der Verein meist in der Division II und schaffte am Ende der Spielzeit 1951/52 den Aufstieg in die Allsvenskan, die damals höchste Spielklasse Schwedens. Im November 1955 wurde der Borforsrinken eingeweiht, eine der ersten künstlichen Eisflächen Schwedens. 1963 folgte die Fusion mit Karlskoga IF und der Verein nannte sich fortan offiziell IF Karlskoga/Bofors, wurde aber auch oft mit KB 63 abgekürzt. Am Ende der Spielzeit 1963/64 folgte der Abstieg in die Division II und erst Anfang der 1970er Jahre gelang der Wiederaufstieg. 1978 spaltete sich die Eishockeyabteilung vom Gesamtverein ab und nannte sich fortan Bofors IK. In den 1980er Jahren spielte der nun reine Eishockeyklub hauptsächlich in der zweiten Spielklasse, bevor Anfang der 1990er Jahre der Abstieg in die nun drittklassige Division I folgte.
1999 gelang der Wiederaufstieg in die zweite Spielklasse, wo sich der Verein seither hält. Ab 2001 wurde aus Marketinggründen der Beiname Bobcats gewählt, so dass die erste Mannschaft seither als Bofors Bobcats antritt.

## Bekannte ehemalige Spieler

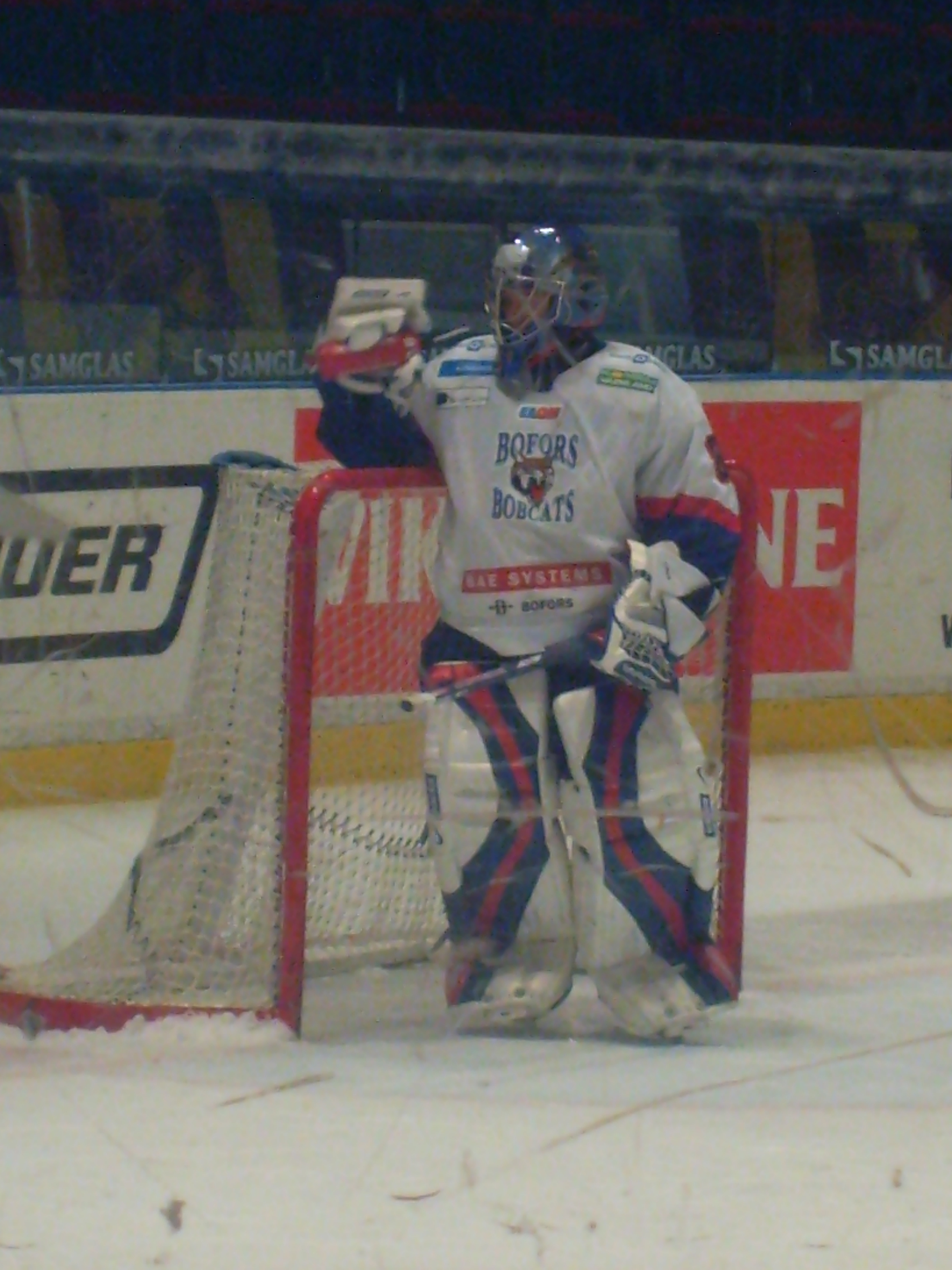
Torhüter des Bofors IK, Oktober 2008

- Christian Berglund
- Bengt-Åke Gustafsson
- Niklas Sjökvist
- Emil Kåberg
- Marius Holtet
- Johan Larsson
- Rory Rawlyk

## Heimspielstätte
Ab 1955 trug der Verein seine Heimspiele auf einer der ersten künstlichen Eisflächen Schwedens, dem Boforsrinken aus. Die Eröffnung des Eisstadions wurde am 5. November 1955 von Helge Berglund (damaliger Präsident des Schwedischen Eishockeyverbandes) durchgeführt, das Eröffnungsspiel gegen Leksands IF endete 6:1.
1972 wurde die Nobelhallen eröffnet, ein Gebäudekomplex aus Eishalle, Sporthalle, Schwimmbad, Bowlingbahn und Fitnessstudio. Die Eishalle, die 6500 Zuschauern Platz bot, diente seither als Heimspielstätte des Bofors IK. Die Baukosten für den Gesamtkomplex beliefen sich auf 13 Millionen Schwedische Kronen. Neben den Ligenspielbetrieb fanden in der Eishalle regelmäßig Länderspiele der schwedischen Nationalmannschaft statt, sowie einige Finalspiele der Elitserien und die Eishockey-Weltmeisterschaft der Junioren 1979.
Neben dem Bofors IK trägt auch der Karlskoga HC seine Heimspiele in der Halle aus, sodass insgesamt 2 Herrenmannschaften und über 275 Juniorenspieler das Gebäude nutzen.